# Parker (Pensilvânia)
Parker é uma cidade localizada no estado norte-americano de Pensilvânia, no Condado de Armstrong.

## Demografia
Segundo o censo norte-americano de 2000, a sua população era de 799 habitantes.
Em 2006, foi estimada uma população de 757, um decréscimo de 42 (-5.3%).

## Geografia
De acordo com o United States Census Bureau tem uma área de
2,8 km², dos quais 2,8 km² cobertos por terra e 0,0 km² cobertos por água. Parker localiza-se a aproximadamente 393 m acima do nível do mar.

## Localidades na vizinhança
O diagrama seguinte representa as localidades num raio de 12 km ao redor de Parker.